# Septembre 2007 en Afrique

## 5 septembre
- République démocratique du Congo : de violents combats ont opposé les Forces armées de la République démocratique du Congo et des insurgés ralliés à l’ancien général Laurent Nkunda pour la prise de la ville de Saké, dans la région du Nord-Kivu. Les casques bleus de la Missions des Nations unies en République démocratique du Congo (MONUC)  ont pris le contrôle de la ville en obtenant un cessez-le-feu entre belligérants. Les combats ont provoqué la fuite de la population de la ville de Saké qui compte 30 000 habitants[1].

## 7 septembre
- Cameroun : Le président Paul Biya a réaménagé son gouvernement. L’Union des peuples du Cameroun (UPC) et Mouvement pour la défense de la République (MDR) ne font plus partie du gouvernement, composé uniquement de ministres issus du Rassemblement démocratique du peuple camerounais (RDPC, parti du président) et de l'Union nationale pour la démocratie et le progrès (UNDP)[2].

## 8 septembre
- Sierra Leone : Ernest Koroma a remporté le second tour de l’élection présidentielle avec 54,6 % des voix face au vice-président sortant Solomon Berewa[3].

## 11 septembre
- Éthiopie : La population a fêté le passage à l’an 2000. L’Éthiopie utilise un calendrier spécifique, proche du calendrier julien, créé par Jules César et ses astronomes en 46 avant Jésus-Christ[4].

## 14 septembre
- Gabon : le gouvernement a décidé d’abolir la peine de mort[5].

## 17 septembre
- Togo : Le président Faure Gnassingbé a nommé Aboudou Assouma comme président de la Cour constitutionnelle du Togo[6].

## 19 septembre
- Histoire de l'Afrique : L'historienne malienne Adame Ba Konaré, dénonçant les propos de Nicolas Sarkozy tenus le 26 juillet à Dakar qui faisait de l’Afrique un continent immobile, a appelé les historiens africains à créer un Comité de défense de la mémoire de l'Afrique et a rédigé un recueil de textes sur l’histoire africaine à paraître en 2008[7].

## 20 septembre
- Liberia : Le Conseil de sécurité des Nations unies a adopté à l’unanimité une résolution prolongeant jusqu’en septembre 2008 le mandat de la Mission de maintien de la paix au Liberia et réduisant de 2 450 soldats (sur 14 000) à partir d’octobre et de 498 policiers (sur 1 000) à partir d’avril 2008[8].

## 21 septembre
- Panafricanisme: Le président ougandais Yoweri Museveni a appelé à la constitution d'une armée africaine puissante afin d'intervenir rapidement pour restaurer l'ordre dans tout pays en proie à des violences[9].

- Mali : dans son message à la Nation prononcé à l’occasion du 47e anniversaire de l’indépendance du Mali, le président malien Amadou Toumani Touré a proposé la tenue d’une conférence sur la sécurité, la paix, et le développement dans la région sahélo-saharienne, afin de mener une véritable politique de sécurité collective pour faire face au banditisme transfrontalier et au terrorisme[10].

## 23 septembre
- Madagascar : Les élections législatives ont été remportées par le parti Tiako i Madagasikara (TIM, j'aime Madagascar) qui a obtenu 106 sièges sur 127[11].

Xinhuanet.

## 25 septembre
- Niger : Le journaliste Moussa Kaka, correspondant de Radio France internationale (RFI), interpellé le 20 septembre a été inculpé pour complicité d’atteinte à  l’autorité de l’État. Il lui est reproché des liens présumés avec les rebelles touaregs du Mouvement des Nigériens pour la justice. RFI et Reporters sans frontière ont demandé la libération immédiate du journaliste[12].

- Tchad, Centrafrique : Le Conseil de sécurité des Nations unies a approuvé à l’unanimité une résolution proposée par la France autorisant pour une durée d’un an l’établissement au Tchad et en République centrafricaine d’une mission de police de l’Onu, la Minurcat afin de créer « les conditions favorables à un retour volontaire et durable des réfugiés et personnes déplacées ». Les camps de réfugiés seront protégés par 300 policiers de l’ONU et la protection des zones alentour par une force militaire de l’Union européenne composée de 4 000 hommes[13].

## 26 septembre
- Mauritanie : En marge de l’Assemblée générale des Nations unies à New York, le président mauritanien Sidi Ould Cheikh Abdallahi a reçu une délégation des Forces de libération africaines de la Mauritanie (FLAM), comprenant notamment son président Samba Thiam. Selon le porte-parole de l’organisation mauritanienne interdite depuis 1986, Kaaw Touré, la rencontre a porté sur le retour des réfugiés, le passif humanitaire, l'esclavage, la gestion de l'État, la consolidation de la démocratie et le retour éventuel des FLAM en Mauritanie[14].

## 27 septembre
- Mali : le Premier ministre Ousmane Issoufi Maïga a présenté la démission de son gouvernement[15].

## 28 septembre
- Mali : le président Amadou Toumani Touré a nommé Modibo Sidibé au poste de Premier ministre[16]. Sur proposition du nouveau Premier ministre, le président a nommé son gouvernement le 3 octobre.